# Bataille de Mal Tiempo
Pour les articles homonymes, voir Tiempo.
Guerre d'indépendance cubaine
La bataille de Mal Tiempo est livrée le 15 décembre 1895 à Cuba entre les indépendantistes  et l'armée espagnole durant la guerre d'indépendance cubaine (1895-1898). Les Mambises, surnom donné aux patriotes cubains, infligent une sévère défaite à leurs adversaires

## Sources
- (en) Robert L. Scheina, Latin America's wars, vol. 1 : The age of the Caudillo, 1971-1899, Washington, D.C, Brassey's, Inc, 2003, 569 p. (ISBN 978-1-574-88450-0 et 978-1-574-88449-4)